# Élection présidentielle vietnamienne d'avril 2021
L’élection présidentielle vietnamienne de 2021 a lieu le 5 avril 2021 afin d'élire au suffrage indirect le président du Viêt Nam.
Le Premier ministre Nguyễn Xuân Phúc est élu à l'unanimité des suffrages exprimés, dans le cadre d'un système à parti unique.

## Contexte
Élu le 2 avril 2016 peu avant les législatives de mai 2016, le président Trần Đại Quang meurt dans l'exercice de ses fonctions le 21 septembre 2018 d'une maladie gardée secrète. La vice-présidente Đặng Thị Ngọc Thịnh assure l'intérim, avant l'élection le 23 octobre suivant de Nguyễn Phú Trọng à la présidence.
Nguyễn Phú Trọng étant également le secrétaire général du Parti communiste vietnamien, c'est alors la première fois qu'un dirigeant vietnamien cumule deux des quatre postes de pouvoirs du pays, surnommés les « quatre piliers » — Le plus important des quatre, le Secrétaire général du Parti communiste, ainsi que le Président de la république, le Premier ministre, et le président de l'Assemblée nationale —, dans ce qui est perçu comme une concentration des pouvoirs similaires à celle de Xi Jinping en Chine communiste voisine, et un signe de l'importante popularité de Nguyễn Phú Trọng, qui poursuit une politique de lutte contre la corruption.
Après deux mandats de cinq ans à la tête du parti, un retrait de Nguyễn Phú Trọng de la vie politique est attendu. À la surprise générale, celui-ci quitte en effet la présidence via le vote d'une motion de démission à l'assemblée le 2 avril — effective après l'élection de son remplaçant —, mais se voit réélu pour un troisième mandat à la tête du parti, une première dans le pays,. Le Premier ministre sortant Nguyễn Xuân Phúc est nommé candidat à la présidence.

## Système électoral
Le président de la République est élu au suffrage indirect au scrutin uninominal majoritaire à un tour par les membres de l'Assemblée nationale en leur sein. Le mandat du président est de cinq ans, sans limitation du nombre de mandat.
L'assemblée élit également un vice président, qui l'assiste et exerce ses fonctions par intérim en cas d'incapacité de ce dernier, jusqu'à l'organisation d'une nouvelle présidentielle. Le mandat du nouveau président élu dure dans ce cas jusqu'à la fin prévue de celui de son prédécesseur.

## Résultats
| Candidats                | Candidats                | Partis                   | Voix | %     |
| ------------------------ | ------------------------ | ------------------------ | ---- | ----- |
|                          | Nguyễn Xuân Phúc         | DCV                      | 468  | 100   |
|                          |                          |                          |      |       |
| Votes valides            | Votes valides            | Votes valides            | 468  | 100   |
| Votes blancs et nuls     | Votes blancs et nuls     | Votes blancs et nuls     | 0    | 0     |
| Total                    | Total                    | Total                    | 468  | 100   |
| Absents                  | Absents                  | Absents                  | 22   | 2,49  |
| Inscrits / participation | Inscrits / participation | Inscrits / participation | 490  | 97,51 |

## Suites
Sans surprise, le candidat du Parti communiste vietnamien, le Premier ministre Nguyễn Xuân Phúc, l'emporte en l'absence d'opposants. Il prête serment le jour même.  Âgé de 66 ans, ce dernier est crédité au cours de ses deux mandats de cinq ans au gouvernement d'une économie en forte croissance ainsi que d'une excellente gestion de la pandémie de Covid-19.
Le mandat de Phúc est de quelques mois, celui ci ayant été élu pour terminer le mandat du président Trần Đại Quang, dont Nguyễn Phú Trọng ne faisait que compléter le mandat de cinq ans. Il est de nouveau élu en juillet 2021, cette fois ci pour un mandat complet.